# Bur man laimi
A Bur man laimi (magyarul: Hozz szerencsét!) a lett Tautumeitas dala, mellyel Lettországot képviselték a 2025-ös Eurovíziós Dalfesztiválon Bázelben. A dal 2025. február 8-án, a lett nemzeti döntőben, a Supernovában megszerzett győzelemmel érdemelte ki a dalversenyen való indulás jogát.

## Eurovíziós Dalfesztivál
2024. november 20-án vált hivatalossá, hogy az együttes dala bekerült a Supernova lett nemzeti döntő mezőnyébe. A dal 2025. február 8-án megnyerte a lett dalversenyt, ahol a nemzeti zsűri, valamint a nézők szavazatai által összesítésben az első helyet érte el, így ez a dal képviselheti Lettországot a Eurovíziós Dalfesztiválon. A 2004-es Eurovíziós Dalfesztivál óta ez lesz az első alkalom, hogy a dalfesztiválon teljes egészében lett nyelven hangzik el az ország dala.
A dalt először a május 15-én rendezett második elődöntőben, fellépési sorrendben negyedikként adták elő, az Írországot képviselő Emmy Laika Party című dala után és az Örményországot képviselő Parg Survivor című dala előtt.Az elődöntőből sikeresen továbbjutott a május 17-i döntőbe, ahol fellépési sorrendben tizenegyedikként léptek fel, az Izlandot képviselő Væb Róa című dala után és a Hollandiát képviselő Claude C’est la vie (Claude-dal) című dala előtt. A zsűri szavazáson hetedik helyen végeztek 116 ponttal (Dániától az Egyesült Királyságtól és Litvániától maximális pontot kaptak), míg a nézői szavazáson tizenhatodik helyen végeztek 42 ponttal (Litvániától maximális pontot kaptak), így összesítésben 158 ponttal a verseny tizenharmadik helyezettjei lettek.

## Dalszöveg
| Ļaudis dara vara tiltu Es ozola darināj, ļaudis dar’ Vara tiltu es ozola darināj Ļaudīm vara sarūsēja Ozoliņa salapoj, ļaudīm var’ Sarūsēja ozoliņa salapoj – A dal refrénje | Mások acélhidat építenek Én segítek egy tölgynek megnőni Vara tiltu es ozola darināj Az acélhíd megrozsdásodik Az én tölgyem mindig bimbózik, az emberek tudják A rozsdás tölgy hullatja a leveleit – A dal refrénje magyarul |

## Galéria

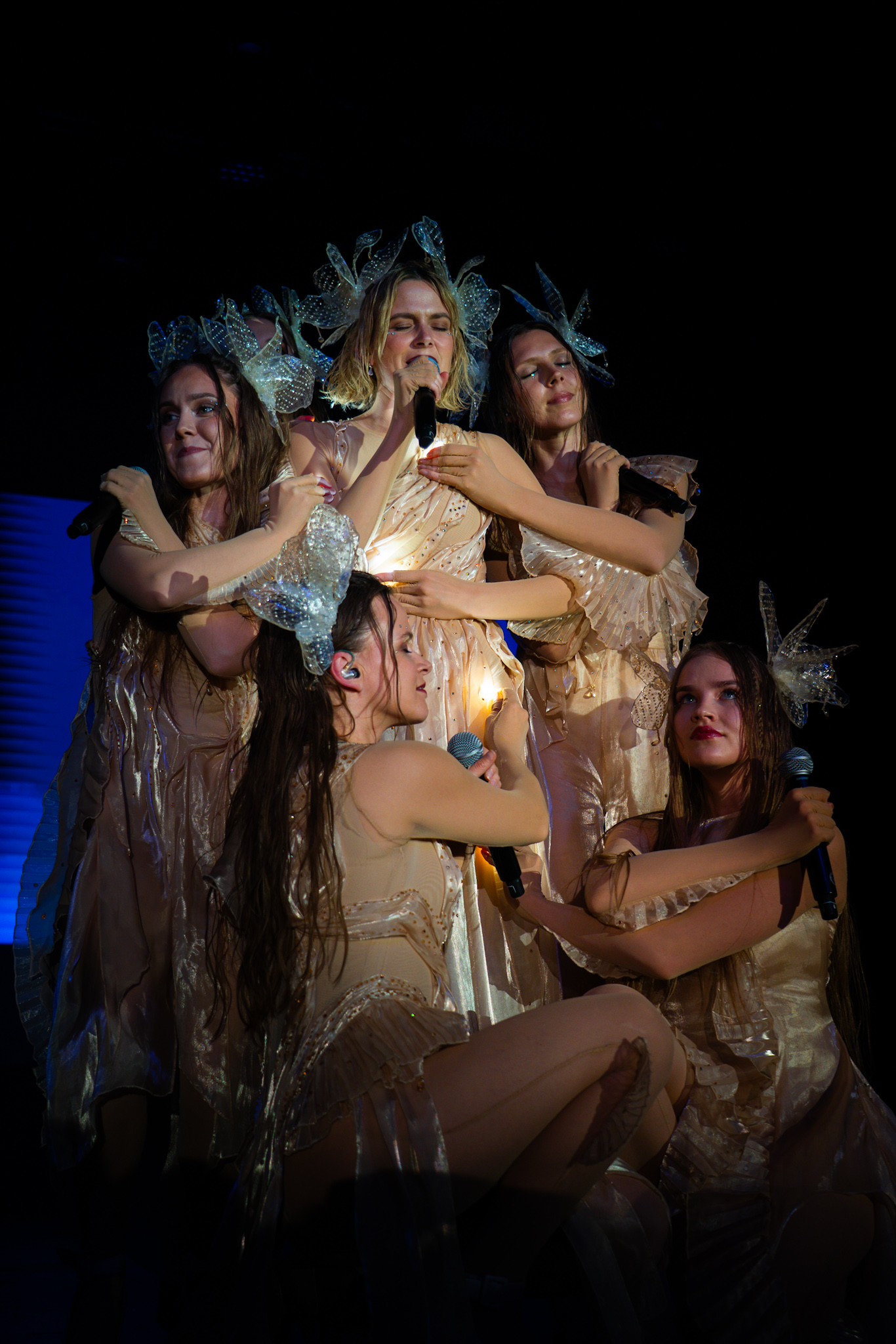
A madridi eurovíziós partin
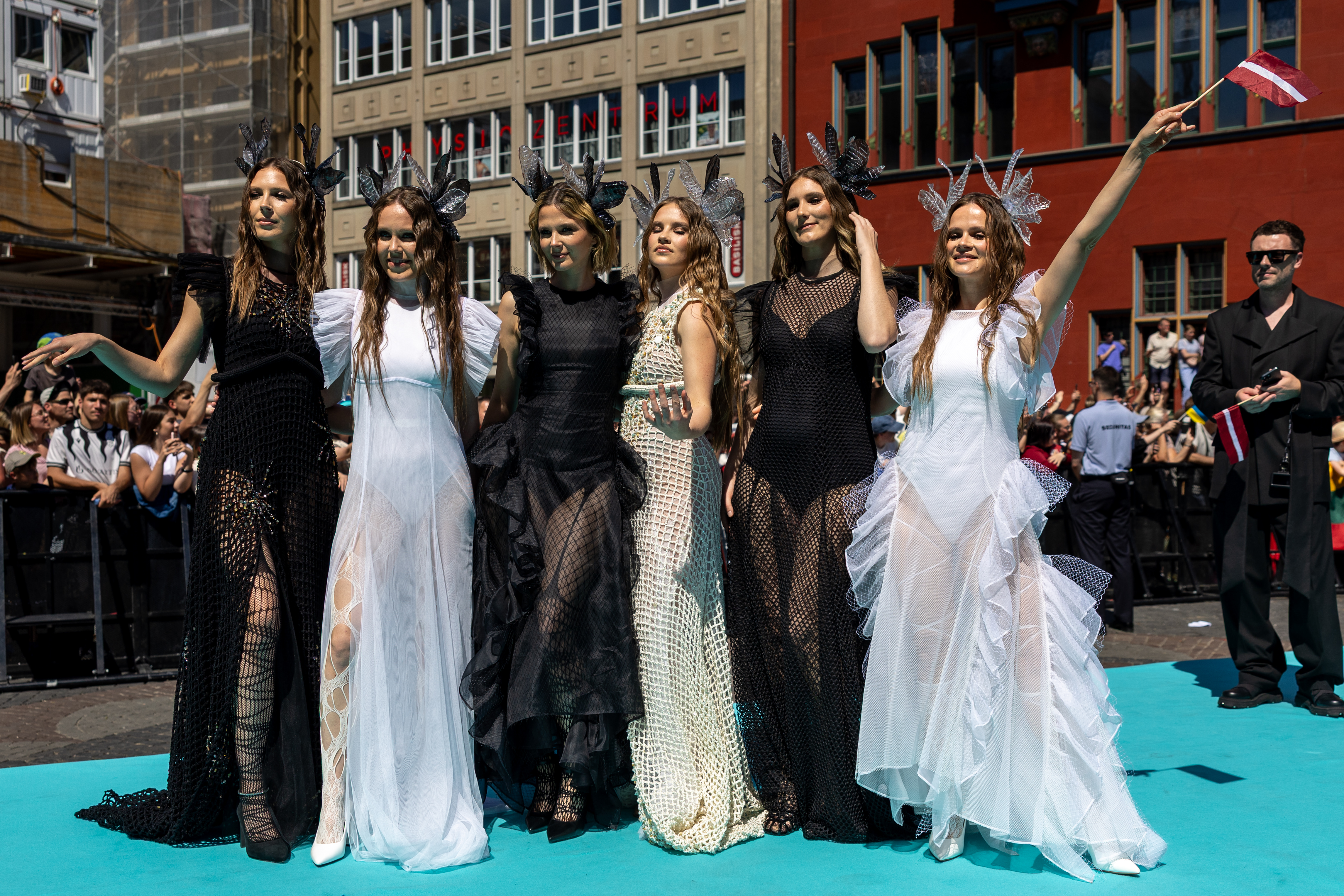
A megnyitóünnepségen
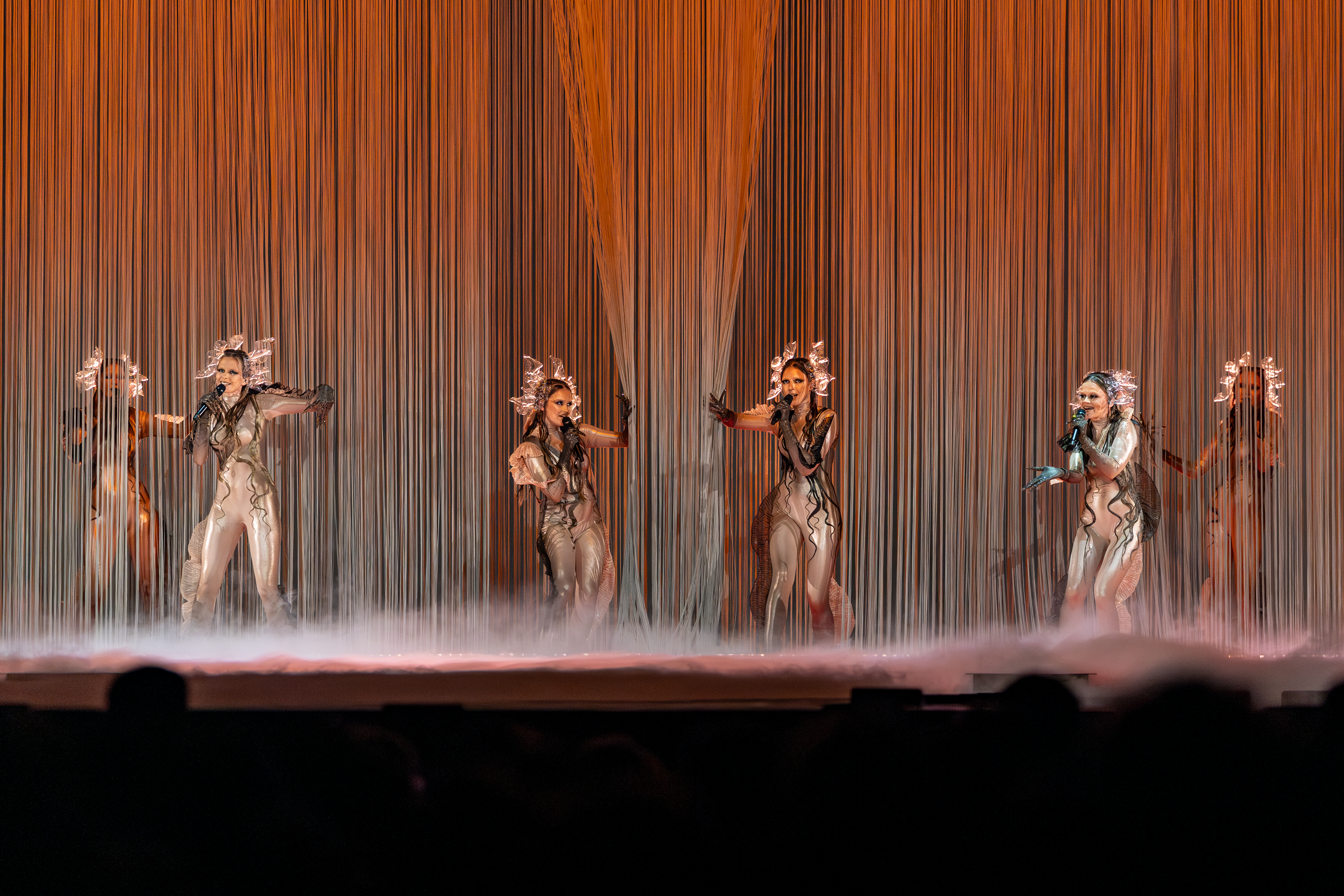
Az elődöntőben
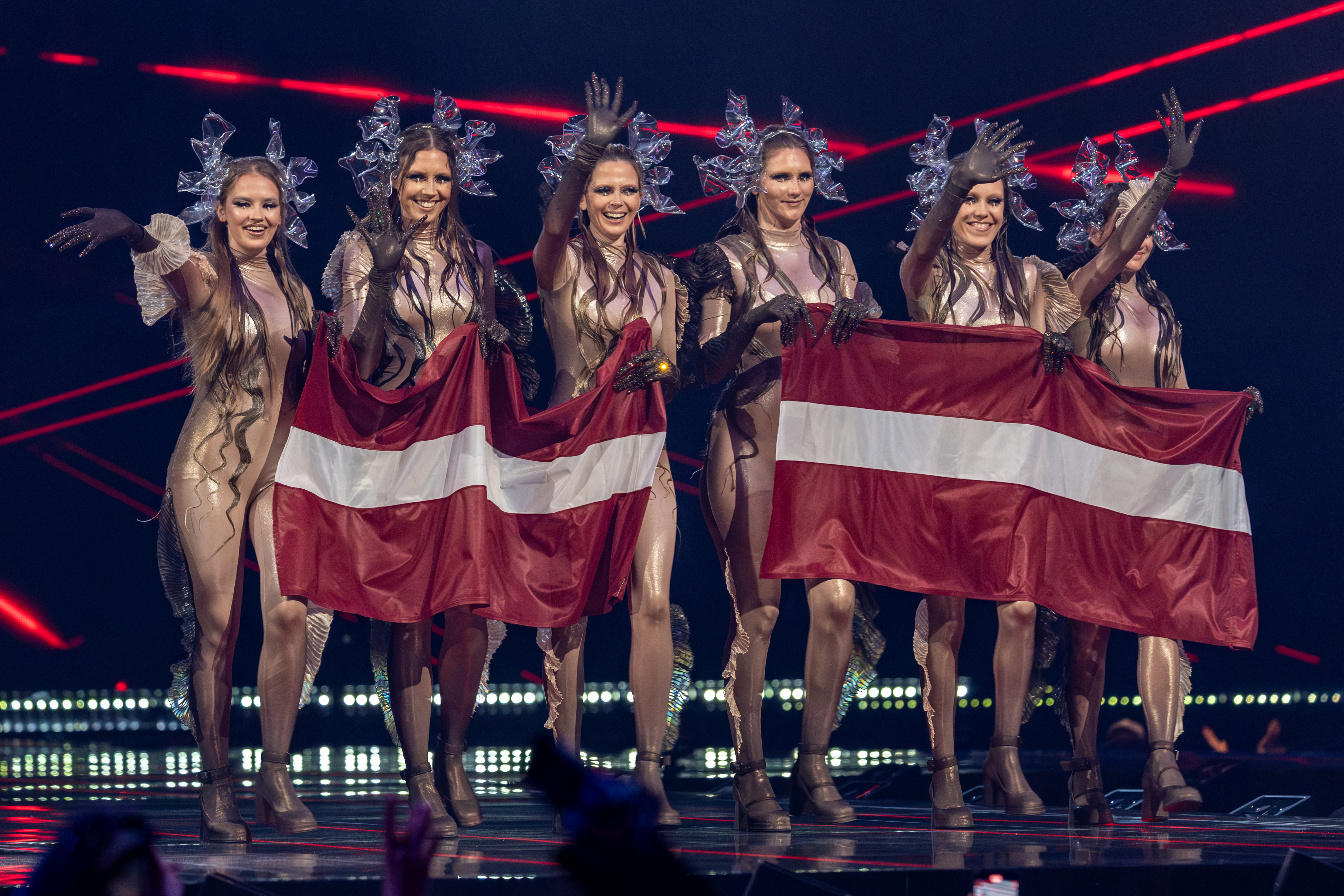
A döntő bevonulásán
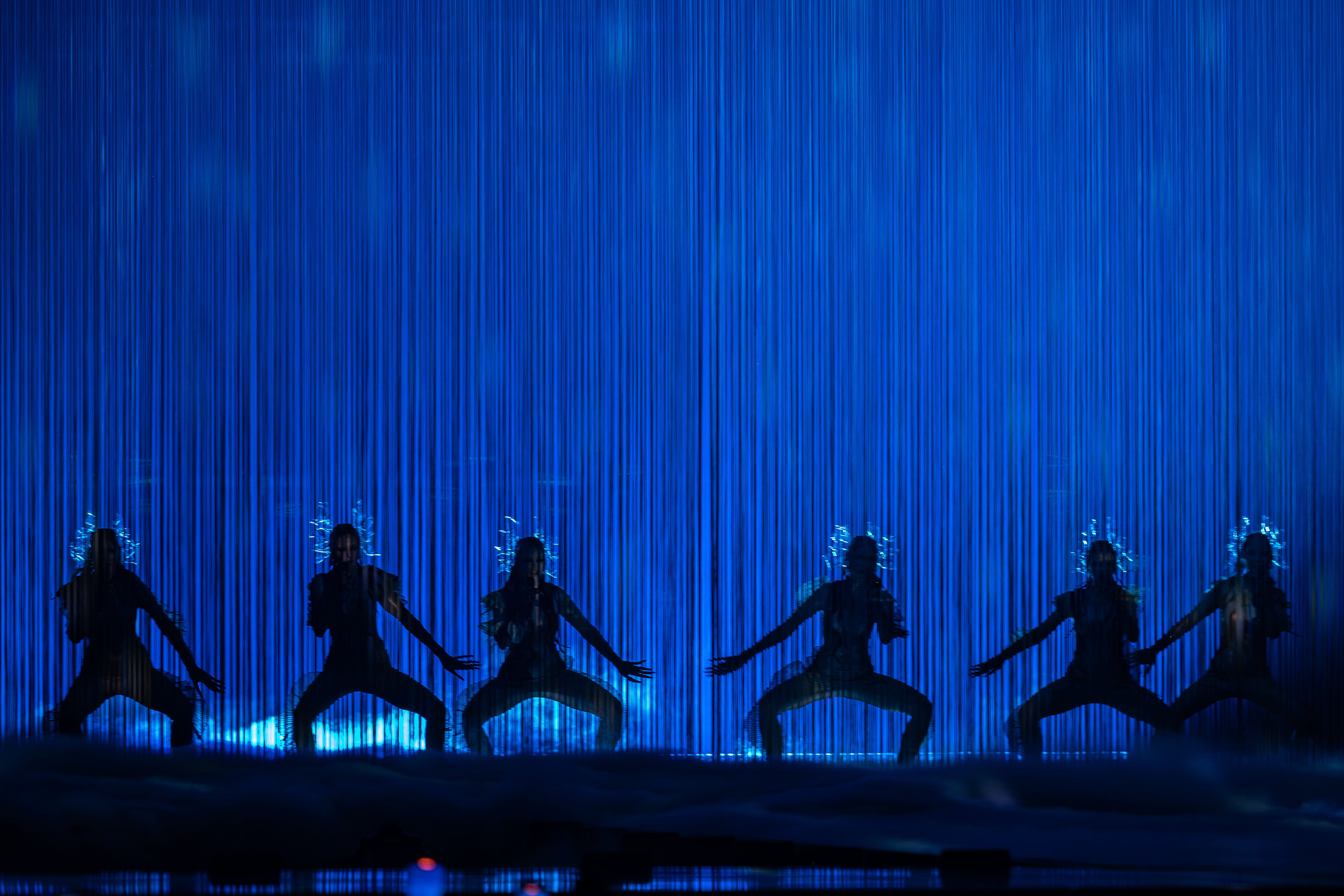
A döntőben